# Qualificazioni al campionato mondiale di calcio 2010 - CONCACAF

## Formato delle qualificazioni
Sono stati organizzati due turni preliminari, giocati nella prima metà del 2008, che hanno ridotto le 35 candidate prima a 24 e poi a 12 squadre.
Le 12 squadre promosse alla seconda fase sono poi state suddivise in tre gruppi da quattro squadre che si sono giocati tra agosto e novembre 2008 e che hanno qualificato alla fase finale le migliori due squadre di ciascun gruppo.
Le sei nazionali così selezionate hanno formato il gruppo unico ("League Group") della fase finale, le cui partite saranno disputate tra febbraio e novembre 2009.
Le prime tre classificate si qualificheranno direttamente per il campionato mondiale mentre la quarta andrà allo spareggio con la squadra proveniente dalle qualificazioni del CONMEBOL.

## Sorteggio
Il sorteggio si è tenuto il 25 novembre 2007 a Durban. Le prime 13 formazioni nella classifica FIFA di maggio 2007, che passano direttamente al secondo turno della prima fase, sono state divise nelle seguenti urne:
- Urna A: le prime 3 nazionali, che (nel caso superassero la prima fase) saranno teste di serie dei gruppi della seconda fase;
- Urna B: le successive 3 nazionali, che (nel caso superassero la prima fase) saranno le squadre di seconda fascia dei gruppi della seconda fase;
- Urna C: le successive 6 nazionali;
- Urna D: Saint Vincent e Grenadine, che, al pari delle 11 nazionali vincenti del primo turno, sarà accoppiata nel secondo turno della prima fase a una delle prime 12 nazionali.

Le 11 nazionali dal 14º al 24º posto sono state inserite nell'Urna E mentre le altre 11 dal 25º al 35º posto sono state piazzate nell'Urna F.
| Urna A                               | Urna B                                  | Urna C                                                  |
| ------------------------------------ | --------------------------------------- | ------------------------------------------------------- |
| - Messico - Stati Uniti - Costa Rica | - Honduras - Panama - Trinidad e Tobago | - Giamaica - Cuba - Haiti - Guatemala - Canada - Guyana |

| Urna D                      | Urna E | Urna F |
| --------------------------- | --- | --- |
| - Saint Vincent e Grenadine | - Barbados - Suriname - Bermuda - Antigua e Barbuda - Saint Kitts e Nevis - Rep. Dominicana - El Salvador - Bahamas - Nicaragua - Grenada - Saint Lucia | - Turks e Caicos - Antille Olandesi - Isole Vergini Britanniche - Dominica - Isole Cayman - Porto Rico - Anguilla - Belize - Isole Vergini Americane - Montserrat - Aruba |

Le nazionali dell'Urna E sono state sorteggiate contro quelle dell'Urna F (stabilendo così il tabellone del primo turno della prima fase) e ognuno di questi accoppiamenti (assieme alla nazionale di Saint Vincent e Grenadine) è stato associato a una delle squadre delle Urne A, B o C che sfiderà nel secondo turno della prima fase la vincente dell'accoppiamento.
Il risultato del sorteggio fu il seguente:
| Gruppo | Squadra 1               | Squadra 2                 | Squadra 3         |
| ------ | ----------------------- | ------------------------- | ----------------- |
| 1A     | Dominica                | Barbados                  | Stati Uniti       |
| 1B     | Turks e Caicos          | Saint Lucia               | Guatemala         |
| 1C     | Bermuda                 | Isole Cayman              | Trinidad e Tobago |
| 1D     | Aruba                   | Antigua e Barbuda         | Cuba              |
| 2A     | Belize                  | Saint Kitts e Nevis       | Messico           |
| 2B     | Bahamas                 | Isole Vergini Britanniche | Giamaica          |
| 2C     | Rep. Dominicana         | Porto Rico                | Honduras          |
| 2D     | Isole Vergini Americane | Grenada                   | Costa Rica        |
| 3A     | Suriname                | Montserrat                | Guyana            |
| 3B     | El Salvador             | Anguilla                  | Panama            |
| 3C     | Nicaragua               | Antille Olandesi          | Haiti             |
| 3D     | -                       | Saint Vincent e Grenadine | Canada            |

## Prima fase

### Primo turno
Gli scontri sono stati su partite di andata e ritorno tranne per le sfide Rep. Dominicana-Porto Rico, Suriname-Montserrat e Isole Vergini Americane-Grenada che si sono disputate con partita secca per accordi presi dalle federazioni. Le 11 vincitrici passeranno al secondo turno. Le partite si sono disputate tra il 3 febbraio e il 31 marzo 2008.
| Squadra 1               | Totale      | Squadra 2                 | Andata | Ritorno |
| ----------------------- | ----------- | ------------------------- | ------ | ------- |
| Dominica                | 1 – 2       | Barbados                  | 1 – 1  | 0 – 1   |
| Turks e Caicos          | 2 – 3       | Saint Lucia               | 2 – 1  | 0 – 2   |
| Bermuda                 | 4 – 2       | Isole Cayman              | 1 – 1  | 3 – 1   |
| Aruba                   | 0 - 4       | Antigua e Barbuda         | 0 – 3  | 0 – 1   |
| Belize                  | 4 - 2       | Saint Kitts e Nevis       | 3 – 1  | 1 – 1   |
| Bahamas                 | 3 - 3 (gfc) | Isole Vergini Britanniche | 1 – 1  | 2 – 2   |
| Porto Rico              | 1 - 0 (dts) | Rep. Dominicana           | 1 – 0  | -       |
| Isole Vergini Americane | 0 - 10      | Grenada                   | 0 – 10 | -       |
| Montserrat              | 1 - 7       | Suriname                  | 1 – 7  | -       |
| El Salvador             | 16 - 0      | Anguilla                  | 12 – 0 | 4 – 0   |
| Nicaragua               | 0 - 3       | Antille Olandesi          | 0 – 1  | 0 – 2   |

#### Gruppo 1A
| Arbitro: | Walter Quesada |

|               |           |              |
| Pacquette 21’ | Marcatori | 43’ Williams |

| Arbitro: | Carlos Batres |

|              |           |  |
| Stanford 80’ | Marcatori |  |

Risultato aggregato: Dominica - Barbados 1 - 2.

#### Gruppo 1B
| Arbitro: | Alfredo Whittaker |

|                        |           |             |
| Lowery 31’ Glinton 74’ | Marcatori | 92’ Gilbert |

| Arbitro: | Mark Forde |

|                     |           |  |
| McPhee 28’ Elva 85’ | Marcatori |  |

Risultato aggregato: Turks e Caicos - Saint Lucia 2 - 3.

#### Gruppo 1C
| Arbitro: | Mauricio Navarro |

|             |           |           |
| Burgess 18’ | Marcatori | 84’ Grant |

| Arbitro: | Jair Marrufo |

|                   |           |                             |
| Forbes 64’ (rig.) | Marcatori | 19’, 23’ Degraff 53’ Steede |

Risultato aggregato: Bermuda - Isole Cayman 4 - 2.

#### Gruppo 1D
| Arbitro: | Roberto Delgado |

|  |           |                                   |
|  | Marcatori | 23’ Dublin 27’ Gregory 40’ Sierra |

| Arbitro: | Courtney Campbel |

|                |           |  |
| Challenger 86’ | Marcatori |  |

Risultato aggregato: Aruba - Antigua e Barbuda 0 - 4.

#### Gruppo 2A
| Arbitro: | Howard Stennet |

|                             |           |              |
| McCauley 7’, 41’ Roches 13’ | Marcatori | 23’ Williams |

| Arbitro: | Neal Brizan |

|             |           |           |
| Mitchum 84’ | Marcatori | 39’ Smith |

Risultato aggregato: Belize - Saint Kitts e Nevis 4 - 2.

#### Gruppo 2B
| Arbitro: | Roberto Moreno Salazar |

|              |           |            |
| St Fleur 47’ | Marcatori | 68’ Lennon |

| Arbitro: | Felix Mercedes Suazo |

|                          |           |                         |
| Williams 72’, 90’ (rig.) | Marcatori | 41’ Bethel 57’ Mitchell |

Risultato aggregato: Bahamas - Isole Vergini Britanniche 3 - 3.

#### Gruppo 2C
| Arbitro: | Mauricio Morales |

|                     |           |  |
| Villegas 96’ (rig.) | Marcatori |  |

#### Gruppo 2D
| Arbitro: | Otis James |

|  |           |                                                                                         |
|  | Marcatori | 3’, 8’ Roberts 9’, 43’, 65’, 87’ Charles 22’ Rennie 57’ Langaigne 82’ Bubb 89’ Ferguson |

#### Gruppo 3A
| Arbitro: | Joel Aguilar |

|             |           |                                                                    |
| Farrell 48’ | Marcatori | 36’, 55’ Cristoph 44’ Wondel 64’ Valies 80’ Huur 86’, 89’ Schurman |

#### Gruppo 3B
| Arbitro: | Javier Eduardo Jauregui Santillan |

|                                                                                                  |           |  |
| Martin 5’, 18’ Corrales 31’, 33’, 54’, 65’, 68’ Cerritos 47’, 77’, 84’ Quintanilla 70’ Umana 80’ | Marcatori |  |

| Arbitro: | Valman Bedeau |

|  |           |                                                    |
|  | Marcatori | 8’ Cerritos 15’ Corrales 23’ Monteagudo 35’ Torres |

Risultato aggregato: El Salvador - Anguilla 16 - 0.

#### Gruppo 3C
| Arbitro: | Walter López |

|  |           |             |
|  | Marcatori | 15’ Jongsma |

| Arbitro: | Enrico Wijngaarde |

|                         |           |  |
| Loran 42’ Zimmerman 81’ | Marcatori |  |

Risultato aggregato: Nicaragua - Antille Olandesi 0 - 3.

### Secondo turno
Gli scontri sono stati su partite di andata e ritorno. Le 12 vincitrici passeranno alla seconda fase. Le partite si sono disputate dal 5 al 23 giugno 2008.
| Squadra 1                 | Totale | Squadra 2        | Andata | Ritorno |
| ------------------------- | ------ | ---------------- | ------ | ------- |
| Stati Uniti               | 9 – 0  | Barbados         | 8 – 0  | 1 – 0   |
| Guatemala                 | 9 – 1  | Saint Lucia      | 6 – 0  | 3 – 1   |
| Trinidad e Tobago         | 3 – 2  | Bermuda          | 1 – 2  | 2 – 0   |
| Antigua e Barbuda         | 3 - 8  | Cuba             | 3 – 4  | 0 – 4   |
| Belize                    | 0 - 9  | Messico          | 0 – 2  | 0 – 7   |
| Giamaica                  | 13 - 0 | Bahamas          | 7 – 0  | 6 – 0   |
| Honduras                  | 6 - 2  | Porto Rico       | 4 – 0  | 2 – 2   |
| Grenada                   | 2 - 5  | Costa Rica       | 2 – 2  | 0 - 3   |
| Suriname                  | 3 - 1  | Guyana           | 1 – 0  | 2 – 1   |
| Panama                    | 2 - 3  | El Salvador      | 1 – 0  | 1 – 3   |
| Haiti                     | 1 - 0  | Antille Olandesi | 0 – 0  | 1 – 0   |
| Saint Vincent e Grenadine | 1 - 7  | Canada           | 0 – 3  | 1 – 4   |

#### Gruppo 1A
| Arbitro: | Marco Rodríguez |

|                                                                                        |           |  |
| Dempsey 1’, 62’ Bradley 12’ Ching 20’, 88’ Donovan 58’ Johnson 82’ Ferguson 86’ (aut.) | Marcatori |  |

| Arbitro: | Roberto Moreno Salazar |

|  |           |           |
|  | Marcatori | 21’ Lewis |

Risultato aggregato: Stati Uniti - Barbados 9-0.

#### Gruppo 1B
| Arbitro: | Benito Archundia |

|                                                     |           |  |
| Rodríguez 5’ Ruiz 36’, 40’, 58’, 93’ Trigueiros 91’ | Marcatori |  |

| Arbitro: | Enrico Wijngaarde |

|            |           |                                |
| McPhee 45’ | Marcatori | 24’, 43’ Romero 86’ Trigueiros |

Risultato aggregato: Guatemala - Saint Lucia 9-1.

#### Gruppo 1C
| Arbitro: | Walter Quesada |

|          |           |               |
| John 22’ | Marcatori | 7’, 38’ Nusum |

| Arbitro: | Carlos Batres |

|  |           |                     |
|  | Marcatori | 9’ Roberts 66’ John |

Risultato aggregato: Trinidad e Tobago - Bermuda 3-2.

#### Gruppo 1D
| Arbitro: | Roberto Moreno Salazar |

|                                   |           |                                        |
| Williams 9’ Skepple 13’ Simon 80’ | Marcatori | 10’, 74’ Colomé 22’ Linares 85’ Duarte |

| Arbitro: | Walter Quesada |

|                                                    |           |  |
| Linares 9’, 53’ Gonsalves 45+2’ (aut.) Marquez 69’ | Marcatori |  |

Risultato aggregato: Antigua e Barbuda - Cuba 3-8.

#### Gruppo 2A
| Arbitro: | Javier Eduardo Jauregui Santillan |

|  |           |                              |
|  | Marcatori | 65’ Vela 92’ (rig.) Borgetti |

| Arbitro: | Silviu Petrescu |

|                                                                         |           |  |
| Vela 8’ Borgetti 9’, 93’ Guardado 33’ Arce 45+1’, 47’ Lennen 92’ (aut.) | Marcatori |  |

Risultato aggregato: Belize - Messico 0-9.

#### Gruppo 2B
| Arbitro: | Mauricio Navarro |

|                                                                           |           |  |
| Gardner 17’ Phillips 23’ King 34’ Shelton 51’, 66’ Goodison 75’ Daley 89’ | Marcatori |  |

| Arbitro: | Benito Archundia |

|  |           |                                                           |
|  | Marcatori | 29’, 55’ Burton 35’, 37’, 42’ (rig.) Shelton 39’ Marshall |

Risultato aggregato: Giamaica - Bahamas 13-0.

#### Gruppo 2C
| Arbitro: | Courtney Campbell |

|                                      |           |  |
| León 25’ Palacios 51’ Suazo 52’, 92’ | Marcatori |  |

| Arbitro: | Walter López |

|                             |           |                        |
| Megaloudis 31’ Villegas 41’ | Marcatori | 22’ Suazo 52’ Palacios |

Risultato aggregato: Honduras - Porto Rico 6-2.

#### Gruppo 2D
| Arbitro: | Neal Brizan |

|                         |           |                      |
| Modeste 18’ Roberts 23’ | Marcatori | 39’ Alonso 76’ Núñez |

| Arbitro: | Jair Marrufo |

|                                   |           |  |
| Saborío 17’ Ruiz 32’ Azofeifa 90’ | Marcatori |  |

Risultato aggregato: Grenada - Costa Rica 2-5.

#### Gruppo 3A
| Arbitro: | Jose Guerrero |

|               |           |  |
| Sandvliet 52’ | Marcatori |  |

| Arbitro: | Courtney Campbell |

|                |           |                            |
| Codrington 85’ | Marcatori | 11’ Van Dijk 37’ Sandvliet |

Risultato aggregato: Suriname - Guyana 3-1.

#### Gruppo 3B
| Arbitro: | Enrico Wijngaarde |

|            |           |  |
| Tejada 21’ | Marcatori |  |

| Arbitro: | Marco Rodríguez |

|                                       |           |            |
| Quintanilla 70’, 81’ (rig.) Anaya 88’ | Marcatori | 14’ Garcés |

Risultato aggregato: Panama - El Salvador 2-3.

#### Gruppo 3C
| Port au Prince 15 giugno 2008, ore 15:00 | Haiti        | 0 – 0 referto | Antille Olandesi | Stade Sylvio Cator (6.000 spett.)\| Arbitro: \| Joel Aguilar \| |
| Arbitro:                                 | Joel Aguilar |               |                  |                                                                 |

| Arbitro: | Neal Brizan |

|  |           |                   |
|  | Marcatori | 78’ (aut.) Martha |

Risultato aggregato: Haiti - Antille Olandesi 1-0.

#### Gruppo 3D
| Arbitro: | Carlos Batres |

|  |           |                                    |
|  | Marcatori | 29’ Nakajima-Farran 38’, 89’ Gerba |

| Arbitro: | Joel Aguilar |

|                                    |           |           |
| De Rosario 29’, 50’ Gerba 38’, 63’ | Marcatori | 75’ James |

Risultato aggregato: Saint Vincent e Grenadine - Canada 1-7.

## Seconda fase
| Squadra | G | V | N | P | F  | S  | DR  | PT |
| ------- | - | - | - | - | -- | -- | --- | -- |
| USA     | 6 | 5 | 0 | 1 | 14 | 3  | +11 | 15 |
| TRI     | 6 | 3 | 2 | 1 | 9  | 6  | +3  | 11 |
| GUA     | 6 | 1 | 2 | 3 | 6  | 7  | -1  | 5  |
| CUB     | 6 | 1 | 0 | 5 | 5  | 18 | -13 | 3  |

| Squadra | G | V | N | P | F | S  | DR | PT |
| ------- | - | - | - | - | - | -- | -- | -- |
| HND     | 6 | 4 | 0 | 2 | 9 | 5  | +4 | 12 |
| MEX     | 6 | 3 | 1 | 2 | 9 | 6  | +3 | 10 |
| JAM     | 6 | 3 | 1 | 2 | 6 | 6  | 0  | 10 |
| CAN     | 6 | 0 | 2 | 4 | 6 | 13 | -7 | 2  |

| Squadra | G | V | N | P | F  | S  | DR  | PT |
| ------- | - | - | - | - | -- | -- | --- | -- |
| CRC     | 6 | 6 | 0 | 0 | 20 | 3  | +17 | 18 |
| SLV     | 6 | 3 | 1 | 2 | 11 | 4  | +7  | 10 |
| HTI     | 6 | 0 | 3 | 3 | 4  | 13 | -9  | 3  |
| SUR     | 6 | 0 | 2 | 4 | 4  | 19 | -15 | 2  |

## Fase finale
| Gruppo unico ("League Group")                                                     |
| --------------------------------------------------------------------------------- |
| - Stati Uniti - Trinidad e Tobago - Honduras - Messico - Costa Rica - El Salvador |

- Stati Uniti,  Messico e  Honduras qualificate direttamente al mondiale.
- Costa Rica qualificata allo spareggio interzonale CONMEBOL-CONCACAF.